# مدحت سنجر
مدحت سنجر (به ترکی استانبولی: Mithat Sancar) سیاستمدار عرب متولد ۱۹۶۳ در شهرستان نصیبین در استان ماردین از خانواده عرب در کردستان ترکیه، حقوقدان و رهبر مشترک حزب دموکراتیک خلق‌ها در ترکیه است. وی اصالتاً عرب تبار است.

## زندگی شخصی
مدحت سنجر متولد ۱۹۶۳شهر نصیبین می‌باشد سنجر دبیرستان را در دیاربکر تمام کرد و به دانشگاه آنکارا رفت و در آنجا فارغ‌التحصیل رشته حقوق عمومی شد. در سال ۱۹۹۵ پس از فارغ‌التحصیلی دکتری خود را دریافت کرد.
از سال ۱۹۸۵–۱۹۹۰ او به عنوان دستیار تحقیقاتی در دانشکده حقوق دانشگاه دجله کار کرد. از سال ۱۹۹۹ تدریس را شروع و در سال ۲۰۰۷ استاد کامل در دانشگاه آنکارا شد.

## زندگی سیاسی
پیش از انتخابات عمومی ژوئن سال ۲۰۱۵ رهبر حزب دموکراتیک خلق‌ها صلاح الدین دمیرتاش از دانشجویان سابق سنجر از او خواسته بود تا برای انتخابات در پارلمان شرکت کند. پس از کمی تردید او موافقت کرد که به منظور کمک به حزب دمکراتیک خلق‌ها برای عبور از آستانه ۱۰٪ فعالیت دانشگاهی خود را متوقف کند. وی با هدایت لیست انتخاباتی این حزب در حوزه انتخابیه ماردین به عضویت شورای عالی ملی انتخابات در می‌آید در انتخابات فوری نوامبر ۲۰۱۵ و در انتخابات عمومی ۲۰۱۸ وی مجدداً انتخاب می شودوی همچنین در حال حاضر نایب رئیس مجلس شورای ملی ترکیه می‌باشد. در ۲۳ فوریه سال ۲۰۲۰ سنجر به همراه پروین بولدان که مجدداً انتخاب شد، به عنوان رئیس مشترک حزب دموکراتیک خلق‌ها انتخاب شدند.